# Văn hóa giải trí tiếng Mân Nam
Văn hóa giải trí tiếng Mân Nam hay truyền thông giải trí tiếng Mân Nam (giản thể: 闽南语娱乐媒体; phồn thể: 閩南語娛樂媒體; bính âm: mǐn nán yǔ yú lè méi tǐ; Bạch thoại tự: gû-lo̍k mûi-thé; Hán-Việt: Mân Nam ngữ ngu nhạc môi thể), tùy từng trường hợp còn gọi là văn hóa giải trí tiếng Đài Loan, là các phương tiện truyền thông đại chúng được sản xuất bằng tiếng Phúc Kiến hay tiếng Mân Nam. Cho đến hiện tại thì Đài Loan là trung tâm sản xuất lớn nhất của loại hình truyền thông này.
"Thời kỳ hoàng kim" của cả âm nhạc đại chúng lẫn phim điện ảnh tiếng Mân Nam ở khu vực châu Á là xuyên suốt từ giữa thập niên 1950 cho đến giữa thập niên 1960.

## Truyền hình
Có một sự đa dạng các bộ phim truyền hình, chương trình thời sự, chương trình tạp kỹ, v.v... được sản xuất bằng tiếng Mân Nam. Từng có những hạn chế về việc phát sóng bằng tiếng Mân Nam ở Đài Loan, nhưng sau đó đã được dỡ bỏ vào thập niên 1980.
Những bản lồng tiếng Đài Loan cho các chương trình trên kênh truyền hình Cartoon Network đặc trưng với những màn đối thoại bằng tiếng Đài.